# Gaius Trebonius Proculus Mettius Modestus
Gaius Trebonius Proculus Mettius Modestus war ein  römischer Politiker des frühen 1. Jahrhunderts n. Chr.
Unter Kaiser Trajan diente er vermutlich von 99 bis 103 als Statthalter der Provinz Lycia et Pamphylia. In dieser Funktion wurde er von den Bewohnern der Stadt Patara zusammen mit anderen Mitgliedern seiner Familie durch Statuen an einem Ehrenbogen ausgezeichnet. Im Jahr 103 erreichte er das Amt des Suffektkonsuls. Später, in den Jahren 119/120, war er Prokonsul der Provinz Asia.